# Тихоокеанський дивізіон НБА
Тихоокеанський дивізіон (англ. Pacific Division) - один з трьох дивізіонів Західної конференції Національної баскетбольної асоціації. Поточний склад цього дивізіону сформувався перед початком сезону 2004-05.

## Склад дивізіону

### 1970-1971
- Лос-Анджелес Лейкерс
- Портленд Трейл Блейзерс
- Сан-Дієго Рокетс
- Сан-Франциско Ворріорс
- Сієтл Суперсонікс

«Портленд Трейл Блейзерс» був заснований. Інші чотири команди перейшли з Західного дивізіону.

### 1971-1972
- Голден-Стейт Ворріорс
- Х'юстон Рокетс
- Лос-Анджелес Лейкерс
- Портленд Трейл Блейзерс
- Сієтл Суперсонікс

Сан-Дієго переїхав до Х'юстон. Сан-Франциско переїхав в Окленд і став називатися «Голден-Стейт Ворріорс».

### 1972-1978
- Голден-Стейт Ворріорс
- Лос-Анджелес Лейкерс
- Фінікс Санз
- Портленд Трейл Блейзерс
- Сієтл Суперсонікс

Х'юстон перейшов в Центральний дивізіон. Фенікс перейшов з Середньо-Західного дивізіону.

### 1978-1984
- Голден-Стейт Ворріорс
- Лос-Анджелес Лейкерс
- Фінікс Санз
- Портленд Трейл Блейзерс
- Сан-Дієго Кліпперс
- Сієтл Суперсонікс

Клуб «Баффало Брейвз» переїхав з Атлантичного дивізіону і став називатися Сан-Дієго Кліпперс.

### 1984-1988
- Голден-Стейт Ворріорс
- Лос-Анджелес Кліпперс
- Лос-Анджелес Лейкерс
- Фінікс Санз
- Портленд Трейл Блейзерс
- Сієтл Суперсонікс

Сан-Дієго переїхав до Лос-Анджелес.

### 1988-2004
- Голден-Стейт Ворріорс
- Лос-Анджелес Кліпперс
- Лос-Анджелес Лейкерс
- Фінікс Санз
- Портленд Трейл Блейзерс
- Сакраменто Кінґс
- Сієтл Суперсонікс

Сакраменто перейшов з Середньо-Західного дивізіону.

### 2004-тепершній час
- Голден-Стейт Ворріорс
- Лос-Анджелес Кліпперс
- Лос-Анджелес Лейкерс
- Фінікс Санз
- Сакраменто Кінґс

Портленд і Сієтл перейшли в Північно-Західний дивізіон, який був заснований діленням Середньо-Західного дивізіону на Північно-Західний і Південно-Західний дивізіони.

## Переможці дивізіону
| - 1971: Лос-Анджелес Лейкерс - 1972: Лос-Анджелес Лейкерс - 1973: Лос-Анджелес Лейкерс - 1974: Лос-Анджелес Лейкерс - 1975: Голден-Стейт Ворріорс - 1976: Голден-Стейт Ворріорс - 1977: Лос-Анджелес Лейкерс - 1978: Портленд Трейл Блейзерс - 1979: Сієтл Суперсонікс - 1980: Лос-Анджелес Лейкерс | - 1981: Фінікс Санз - 1982: Лос-Анджелес Лейкерс - 1983: Лос-Анджелес Лейкерс - 1984: Лос-Анджелес Лейкерс - 1985: Лос-Анджелес Лейкерс - 1986: Лос-Анджелес Лейкерс - 1987: Лос-Анджелес Лейкерс - 1988: Лос-Анджелес Лейкерс - 1989: Лос-Анджелес Лейкерс - 1990: Лос-Анджелес Лейкерс | - 1991: Портленд Трейл Блейзерс - 1992: Портленд Трейл Блейзерс - 1993: Фінікс Санз - 1994: Сієтл Суперсонікс - 1995: Фінікс Санз - 1996: Сієтл Суперсонікс - 1997: Сієтл Суперсонікс - 1998: Сієтл Суперсонікс - 1999: Портленд Трейл Блейзерс - 2000: Лос-Анджелес Лейкерс | - 2001: Лос-Анджелес Лейкерс - 2002: Сакраменто Кінґс - 2003: Сакраменто Кінґс - 2004: Лос-Анджелес Лейкерс - 2005: Фінікс Санз - 2006: Фінікс Санз - 2007: Фінікс Санз - 2008: Лос-Анджелес Лейкерс - 2009: Лос-Анджелес Лейкерс - 2010: Лос-Анджелес Лейкерс | - 2011: Лос-Анджелес Лейкерс - 2012: Лос-Анджелес Лейкерс - 2013: Лос-Анджелес Кліпперс - 2014: Лос-Анджелес Кліпперс - 2015: Голден-Стейт Ворріорс - 2016: Голден-Стейт Ворріорс - 2017: Голден-Стейт Ворріорс - 2018: Голден-Стейт Ворріорс - 2019: Голден-Стейт Ворріорс - 2020: Лос-Анджелес Лейкерс |

## Лідери за кількістю перемог у дивізіоні
- 24: Лос-Анджелес Лейкерс (1971, 1972, 1973, 1974, 1977, 1980, 1982, 1983, 1984, 1985, 1986, 1987, 1988, 1989, 1990, 2000, 2001, 2004, 2008, 2009, 2010, 2011, 2012, 2020)
- 7: Голден-Стейт Ворріорс (1975, 1976, 2015, 2016, 2017, 2018, 2019)
- 6: Фінікс Санз (1981, 1993, 1995, 2005, 2006, 2007)
- 5: Сієтл Суперсонікс 1979, 1994, 1996, 1997, 1998)
- 4: Портленд Трейл Блейзерс (1978, 1991, 1992, 1999)
- 2: Сакраменто Кінґс (2002, 2003)
- 2: Лос-Анджелес Кліпперс (2013, 2014)